# متلازمة غشاء القزحية
تعد متلازمة غشاء القزحية المعروفة اختصار بـ (ICE) سلسلة من الأمراض المصنفة وفقا لمعدل التشوهات في بطانة وخواص القرنية، مسببة حدوث مياه زرقاء أو تشوه القزحية.
غالبا ما تكون الإصابة بـ متلازمة غشاء القزحية أحادية الجانب، وغير ناتجة عن الوراثة، كما تحدث على الأغلب للسيدات صاحبات العمر المتوسط.

## الأعراض
مع أن أعراض المتلازمة تكون غير ظاهرة في العديد من الحالات، فإن العديد من المرضى تتناقص قدرتهم على الرؤية شاعرين بالوهج، ويُلاحظ عليهم تغيرات بالقزحية.
خلال فحص المرضى يكون لديهم انخفاض طبيعي في حدة الرؤية ومظهر معدني للقرنية، بالإضافة إلى زيادة الضغط داخل العين.